# Monty Pythons galna värld
Monty Pythons galna värld (engelska: Monty Python and the Holy Grail) är en brittisk film producerad 1974, presenterad 1975 och gjord av Monty Python. Filmen är löst baserad på legenden om Kung Artur och dennes sökande efter den heliga Graalen. Filmen är en klar parodi på den engelska berättartraditionen angående riddarna kring det runda bordet. I den finns det också en travesti på den trojanska hästen men det är istället en jättestor träkanin, som då filmens huvudrollsinnehavare glömmer att gömma sig i.

## Handling

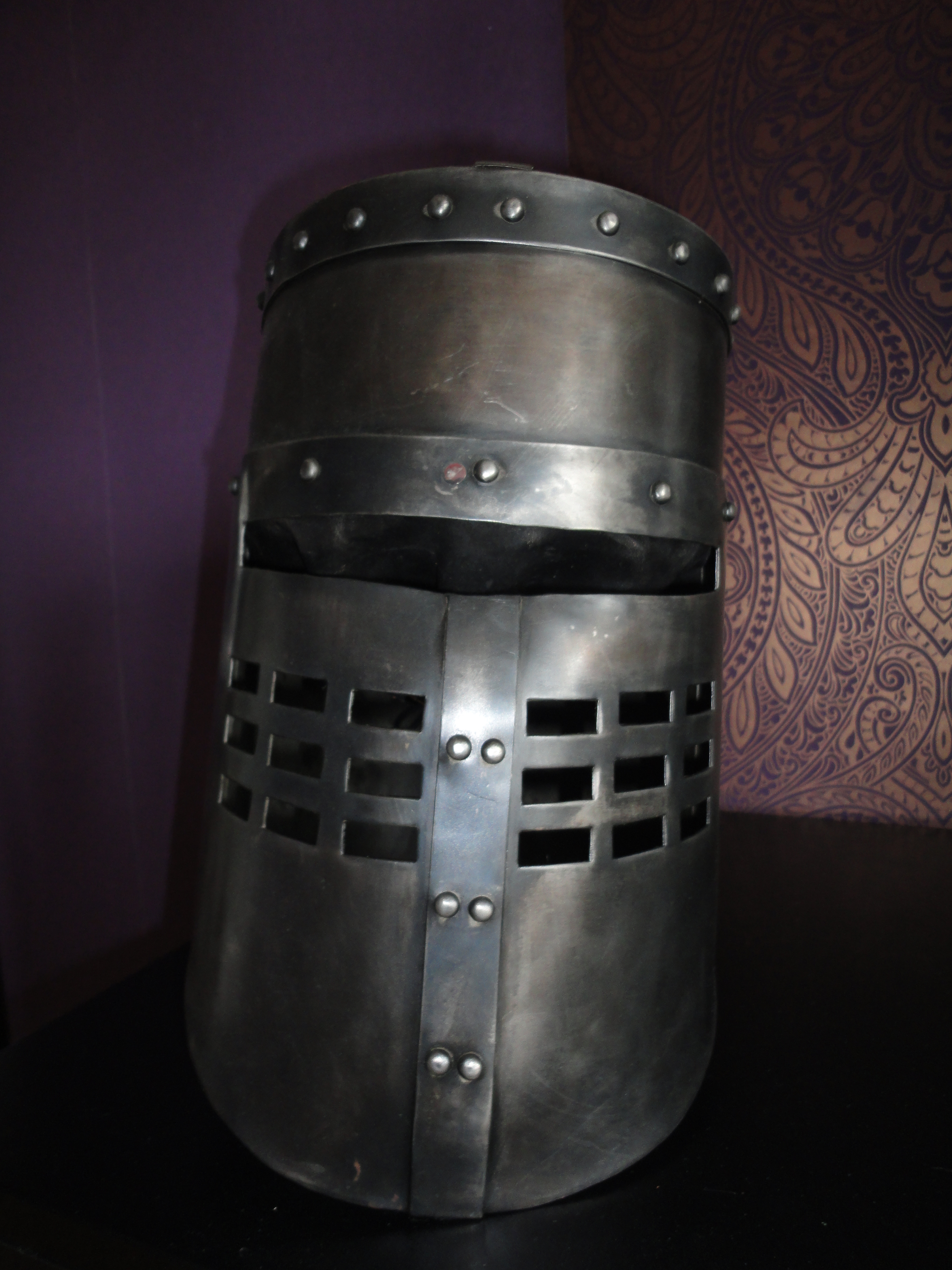
Den svartklädde riddarens hjälm.

Filmen utspelar sig 932 e.Kr. och handlar om kung Artur och hans riddares sökande efter den heliga Graalen. Under sitt sökande stöter de bland annat på en svartklädd riddare som vaktar en bro över en liten bäck. Den svarte riddaren vägrar att ge sig trots att både hans armar och ben huggs av. Därefter kommer de till en by, där en kvinna anklagas för att vara en häxa. Ett av vittnena menar att hon förvandlat honom till en vattensalamander. De kommer till en borg där en fransman hånar dem. En ko skjuts ut med katapult från borgen. Sir Bedevere kommer med planen att de ska ge dem en gigantisk kanin i trä, men han glömmer att de ska vara gömda inuti.
I en mystisk skog möter de riddarna som säger "Ni". Dessa riddare klär sig i svarta rustningar och hjälmar med något som ser ut som djurhorn på. De leds av en tämligen lång riddare (spelad av Michael Palin, stående på en stege). De kräver att få ett buskage för att låta dem passera, men när de får buskaget kräver de att Kung Artur ska hugga ned skogens högsta träd med en strömming som enda redskap. Kung Artur upptäcker att riddarna som tidigare sa "ni" inte tycks tåla ordet "it" och kan rida vidare.
Efter att ha mött trollkarlen Tim och mött den hemska mördarkaninen hittar de till slut slottet Aaaargh (egentligen Doune Castle), där graalen finns. De får dock inte tag i graalen på grund av att fransmän redan har intagit slottet. Filmen slutar med att poliser kommer och griper Artur och hans ende kvarvarande riddare, Sir Bedevere.

## Om filmen

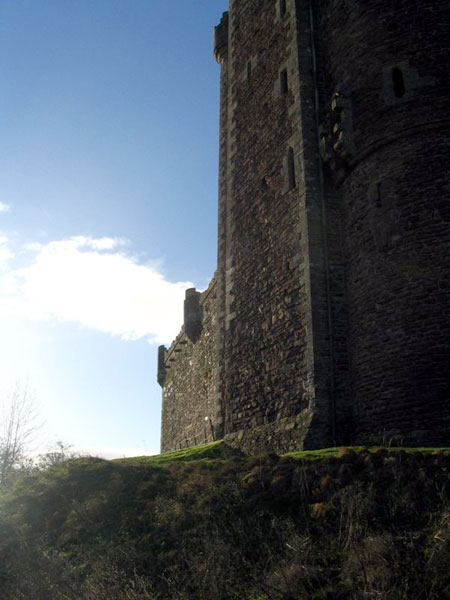
Doune Castle, slottet som används flera gånger i filmen.

Filmens budget tillät inte användandet av hästar, det var för dyrt. Istället är riddarnas väpnare försedda med kokosnötskal som de slår ihop när de går, så att det i alla fall låter som hästhovar. Riddaren använder också en fånig gångart, som skall efterlikna ryttare till häst.
Filmen hade svensk premiär 15 april 1977 på biografen Rialto i Stockholm.

## Rollista i urval
| Graham Chapman | – Kung Artur, Guds röst                              |
| Terry Jones    | – Sir Bedevere                                       |
| Michael Palin  | – Sir Galahad - The Pure                             |
| John Cleese    | – Sir Lancelot - The Brave, Den svarte riddaren      |
| Eric Idle      | – Sir Robin - The Not-Quite-So-Brave-As-Sir-Lancelot |
| Terry Gilliam  | – Patsy                                              |
| William Palin  | – Sir Not-Appearing-In-This-Film                     |